# 朱謙 (天順進士)
朱謙（1430年—？），字益之，浙江鄞縣人，明朝政治人物。進士出身。

## 生平
雲南鄉試第八名。天順八年（1464年）甲申科會試第二百四十一名，殿試登進士第三甲第一百六十九名。

## 家族
曾祖父朱興一。祖父朱友生。父亲朱彬。